# The Daily Show (Nederland)
The Daily Show (officieel The Daily Show: Nederlandse editie) was een satirisch televisieprogramma van Comedy Central. Het was de Nederlandse versie van de populaire Amerikaanse nieuwsshow The Daily Show with Jon Stewart, die eveneens op Comedy Central te zien was.
Het programma werd gepresenteerd door Jan Jaap van der Wal en had dezelfde insteek als het Amerikaanse voorbeeld, maar werd gemaakt door een Nederlandse ploeg die Nederlands nieuws behandelt. Aangezien de zender sinds 1 januari 2011 vijf uur meer uitzendtijd per dag had dan voorheen, vanaf 15.00 uur in plaats van 20.00 uur, kwam er extra ruimte voor nieuwe lokale producties. Naast de Nederlandse editie van The Daily Show kreeg bijvoorbeeld ook Freek de Jonge een eigen programma op de zender.
The Daily Show werd opgenomen in de Comedy Central Studio in Amsterdam. Tekstbijdragen werden geleverd door een aantal schrijvers die veelal ook mee hebben gewerkt aan Dit was het nieuws, zoals Merijn Scholten, Sander van Opzeeland en Peter Pannekoek. Het programma is drie weken lang dagelijks op televisie verschenen. Een week bestond uit vier normale afleveringen en één compilatie, dus dit betrof twaalf afleveringen. Indien het programma een succes zou blijken zou het wellicht worden verlengd en net als de Amerikaanse versie vrijwel iedere dag op televisie verschijnen. Het programma is echter nooit verder dan de proefperiode gekomen.

## Afleveringen
| Aflevering | Datum            | Gasten                                               |
| ---------- | ---------------- | ---------------------------------------------------- |
| 1          | 31 januari 2011  | Sander van Opzeeland, Jon Stewart                    |
| 2          | 1 februari 2011  | Kees van Amstel, Karin Spaink                        |
| 3          | 2 februari 2011  | Irene de Zwaan, Bas Hoeflaak, Robbert Dijkgraaf      |
| 4          | 3 februari 2011  | Daniël Arends, Rob Wijnberg                          |
| Compilatie | 4 februari 2011  |                                                      |
| 5          | 7 februari 2011  | Sander van Opzeeland, Niels van der Laan, Bas Heijne |
| 6          | 8 februari 2011  | Niels van der Laan, Paul Groot                       |
| 7          | 9 februari 2011  | Bas Hoeflaak, Eelco Dijkstra                         |
| 8          | 10 februari 2011 | Kees van Amstel, André van Duin                      |
| Compilatie | 11 februari 2011 |                                                      |
| 9          | 14 februari 2011 | Sander van Opzeeland, Jeroen Leenders                |
| 10         | 15 februari 2011 | Bas Hoeflaak, Hans Jaap Melissen                     |
| 11         | 16 februari 2011 | Kees van Amstel, Pieter Winsemius                    |
| 12         | 17 februari 2011 | Emile Roemer                                         |
| Compilatie | 18 februari 2011 |                                                      |